# Gorp (film)
Pour plus de détails, voir Fiche technique et Distribution.
Gorp est un film américain réalisé par Joseph Ruben, sorti en 1980.

## Fiche technique
- Titre : Gorp
- Réalisation : Joseph Ruben
- Scénario : A. Martin Zweiback et Jeffrey Konvitz
- Photographie : Michel Hugo
- Montage : Bill Butler (en)
- Musique : Paul Dunlap
- Producteur : Jeffrey Konvitz
- Société de production : Jeffrey Konvitz Productions
- Société de distribution : American International Pictures
- Pays d'origine : États-Unis
- Langue : Anglais américain, Allemand
- Format : Couleur — 35 mm — 1,85:1 — Son : Mono
- Genre : Comédie
- Durée : 90 minutes (1 h 30)
- Dates de sortie : 1980

## Distribution
- Michael Lembeck : Kavell
- Dennis Quaid : Mad Grossman
- Fran Drescher : Evie
- Rosanna Arquette : Judy
- Philip Casnoff : Bergman
- David Huddleston : Walrus Wallman
- Robert Trebor : Rabbi Blowitz
- Lou Wagner : Federman
- Julius Harris : Fred le Chef
- Deborah Richter : Barbara
- Peter Marc Jacobson : Steinberg